# Cynanchum gilbertii
Cynanchum gilbertii är en oleanderväxtart som beskrevs av S. Liede. Cynanchum gilbertii ingår i släktet Cynanchum och familjen oleanderväxter. Inga underarter finns listade i Catalogue of Life.